# Henderson (Nebraska)
Henderson é uma cidade localizada no estado americano de Nebraska, no Condado de York.

## Demografia
Segundo o censo americano de 2000, a sua população era de 986 habitantes.
Em 2006, foi estimada uma população de 1000, um aumento de 14 (1.4%).

## Geografia
De acordo com o United States Census Bureau, a localidade tem uma área de 1,4 km², sem área coberta por água. Henderson localiza-se a aproximadamente 524 m acima do nível do mar.

## Localidades na vizinhança
O diagrama seguinte representa as localidades num raio de 20 km ao redor de Henderson.